# Schaidasattel
Der Schaidasattel ist ein Alpenpass im österreichischen Bundesland Kärnten. Von Zell-Schaida kommend erreicht er südlich des Hochobir verlaufend eine Passhöhe von 1068 m ü. A. und führt von dort nach Bad Eisenkappel.
Auf diesem Sattel kreuzen sich der Südalpenweg, der Kärntner Grenzweg (Umleitung), der Panoramaweg Südalpen und die 3. Etappe des Julius Kugy Alpine Trail.
Zwischen der Passhöhe und Bad Eisenkappel zweigt eine Straße zur weiter südlich gelegenen Trögerner Klamm ab.
Neben der Straße steht eine dem Heiligen Pamenutius geweihte Wegkapelle, die vormals zu einem nahegelegenen Hof gehörte.